# Isole Dva Brata
Le isole Dva Brata (in russo Острова Два Брата, ostrova Dva Brata; in italiano "isole dei Due Fratelli") sono delle isole russe che fanno parte dell'arcipelago dell'imperatrice Eugenia e sono bagnate dal mar del Giappone.
Amministrativamente appartengono alla città di Vladivostok, nel Territorio del Litorale, che è parte del Circondario federale dell'Estremo Oriente.

## Geografia
Le isole sono situate 4 km a ovest di capo Alekseev (мыс Алексеева, mys Alekseeva) sull'isola di Popov, e circa 26 km a sud-ovest di Vladivostok. Sono bagnate dalle acque del golfo dell'Amur, ovvero la parte occidentale del golfo di Pietro il Grande.
Le Dva Brata sono tre isolotti principali e alcuni scogli e faraglioni che formano una falce, una kosa (кoса in russo), di ghiaia che si estende da nord a sud per una lunghezza totale di circa 80 m. Sulla stessa kosa si trovano due rocce simili a denti.
L'isola settentrionale è la più piccola; su quella centrale si trova il punto più alto (17 m s.l.m.); quella meridionale è bassa, piatta e tondeggiante, ha un diametro di 30–40 m ed è alta circa 10 m.
La disposizione degli isolotti crea una piccola baia sul lato occidentale, dove si trova anche una spiaggia sassosa, mentre sul versante orientale più ripido si trovano scogli, rocce sommerse e un faraglione.
La superficie piana dell'isolotto meridionale impedisce alle precipitazioni di defluire velocemente, tanto che sul terreno riesce a crescere della vegetazione erbacea. Le altre isole sono rocciose e spoglie, tranne per poche piante succulente. Sulle Dva Brata nidificano dei gabbiani e occasionalmente sono frequentate dalle foche maculate.

## Isole adiacenti
- Isola di Kozlov (остров Козлова, ostrov Kozlova), una piccola isola a sud-est delle Dva Brata.